# Rivière Dauphine
Pour les articles homonymes, voir Dauphine.
La rivière Dauphine coule dans les municipalités de Sainte-Famille-de-l'Île-d'Orléans et de Saint-Jean-de-l'Île-d'Orléans, dans la municipalité régionale de comté (MRC) de L'Île-d'Orléans, dans la région administrative de la Capitale-Nationale, dans la province de Québec, au Canada.
La partie inférieure de cette petite vallée est desservie par le chemin Royale (route 368) qui longe la rive sud-est de l'Île-d'Orléans. La sylviculture constitue la principale activité économique de la partie supérieure de cette vallée ; et l'agriculture dans la partie intermédiaire et inférieure.
La surface de la rivière Dauphine est généralement gelée du début de décembre jusqu'à la fin de mars ; toutefois la circulation sécuritaire sur la glace se fait généralement de la mi-décembre à la mi-mars. Le niveau de l'eau de la rivière varie selon les saisons et les précipitations ; la crue printanière survient en mars ou avril.

## Géographie
La rivière Dauphine prend naissance d'un ruisseau agricole, dans Sainte-Famille-de-l'Île-d'Orléans. Cette source est située à côté de la Route du Mitan, à 2,6 km au sud-est du centre du village de Sainte-Famille-de-l'Île-d'Orléans, à 3,0 km au sud-est du chenal de l'Île d'Orléans et à 5,4 km au nord-est de la rive du fleuve Saint-Laurent (chenal des Grands Voiliers).
À partir de cette source, le cours de la rivière Dauphine descend sur 11,3 km, avec une dénivellation de 107 m, selon les segments suivants :
- 2,7 km vers le sud-est en formant une bouche vers le sud-ouest en zone forestière puis entre dans Saint-Jean-de-l'Île-d'Orléans, jusqu'à un coude de rivière situé du côté nord des marais "Les Savanes" ;
- 5,8 km vers le nord-est en zone agricole, jusqu'à un coude de rivière correspondant à la décharge d'un ruisseau (venant du nord) ;
- 2,8 km vers le nord-est en formant un crochet vers le sud-est jusqu'à un coude de rivière correspondant à la décharge du Le Grand Ruisseau, et en coupant la route 368, jusqu'à son embouchure[2].

La rivière Dauphine se déverse au fond d'une petite rade dans Saint-Jean-de-l'Île-d'Orléans, soit à la limite de Saint-François-de-l'Île-d'Orléans (côté nord-est). Cette rade dont le grès d'environ 0,26 km à marée basse, est rattachée au Chenal des Grands Voiliers dont la largeur est de 7,0 m à cet endroit. Ce chenal est traversé par le fleuve Saint-Laurent. Cette rade fait face à l'Île Madame et est situé en biais du récif de l'Île Madame.

## Histoire
Au XIVe siècle, M. Poulin était meunier au moulin de la rivière Delphine (aujourd'hui "rivière Dauphine") en l'île Saint-Laurent (soit l'Île d'Orléans, aujourd'hui).

## Toponymie
Selon la Commission de toponymie du Québec, la désignation toponymique "rivière Delphine" paraît en 1652 dans l'acte de concession de l'arrière-fief d'Argentenay par Jean de Lauson à Louis d'Ailleboust en 1652. Les cartes géographiques de Deshayes (1695), de Bellin (1744) attestent du même nom.
Par ailleurs, la carte géographique de l'île d'Orléans conçue en 1689 par Robert de Villeneuve identifie ce cours d'eau "rivière Dauphine". Ultérieurement, cette dernière forme toponymique s'impose dans l'usage de la région.
Une troisième désignation toponymique "rivière Bellefine" sera utilisée occasionnellement au XIXe siècle, notamment par l'historien Pierre-Georges Roy.
L'historien Louis-Philippe Turcotte raconte dans son ouvrage "Histoire de l'Île d'Orléans", publié en 1867, que le nom de Dauphine a été attribué à ce cours d'eau «En l'honneur de madame la Dauphine de France, par M. Berthelot, propriétaire de l'Ile et ancien secrétaire des commandements de madame la Dauphine.»
Le toponyme "Rivière Dauphine" a été officialisé le 5 décembre 1968 à la Banque des noms de lieux de la Commission de toponymie du Québec.